# Badal (2000)
Badal (Hindi: बादल, bādal; wörtl. Übersetzung: Wolke) ist ein Bollywood-Actionthriller von Raj Kanwar aus dem Jahr 2000.

## Handlung
Raja ist ein junger Mann, mit einer tragischen Kindheit, denn er wurde Zeuge, wie seine ganze Familie und die Dorfbewohner
von Polizei Inspektor Jai Singh Rana ermordet werden, der aus Spaß Leute tötet.
Jahre später, wird Raja, der sich inzwischen Badal nennt, zu einem gefürchteten Terroristen, dessen Ziel Rache an Jai Singh Rana zu nehmen. Er plündert eine Bank und ist beauftragt, die Beute nach Sundar Nagar, wo er einen guten Wildnis Polizist, Ranjeet Singh trifft. Er sucht Zuflucht in Ranjeet Singh’s Haus. Zuerst hat Ranjeet Singhs Familie Angst vor ihm, denn er ist ein total Fremder für sie. Aber nach einiger Zeit wachsen die Familienangehörigen ihm ans Herz. Besonders Soni, die Badal zu ihrem Bruder macht, nachdem er einige Jungs verprügelt hat, die sie täglich am College ärgern. Die Familie ermöglicht ihm ein neues Leben und zeigt ihm, den Wert der Gefühle und zwischenmenschlichen Beziehungen.
Er ist sogar bereit, für eine neue Liebe. Sein Interesse gilt Rani. Badal will nicht, dass Rani mit in die Sache rein gezogen wird, da er nicht weiß, was das Schicksal für ihn bereithält, aber wegen Ranis Ausdauer, gibt er ihrer Liebe schließlich nach. Als Ranjeet herausfindet, wer Badal wirklich, steht er nach mehreren Wendungen vor dem verräterischen Jai Singh Rana, der sich inzwischen an die Spitze gekämpft hat. Badal muss herausfinden, wie er die Missverständnisse zwischen ihm und Ranjeet klären kann. Schließlich kann er sich an dem Mörder Jai Singh Rana rächen.

## Musik
| Lied                                | Sänger                                               | Länge |
| ----------------------------------- | ---------------------------------------------------- | ----- |
| „Jugni Jugni“                       | Sukhwinder Singh, Jaspinder Narula, Anuradha Paudwal | 7:40  |
| „Na Milo Kahin Pyar“                | Sonu Nigam, Kavita Krishnamurthy                     | 6:47  |
| „Yaar Mere Yaar Mere“               | Udit Narayan, Anuradha Paudwal                       | 5:40  |
| „Medley Song“                       | -                                                    | 5:21  |
| „Allah Allah“                       | Mukesh Kumar Munna, Dominique, Kavita Krishnamurthy  | 5:30  |
| „Lal Garara“                        | Anu Malik, Jaspinder Narula, Sapna Awasthi           | 6:50  |
| „Tujhe Dekh Ke Dil“                 | Udit Narayan, Jaspinder Narula                       | 5:33  |
| „Na Milo Kahin Pyar (Instrumental)“ | Instrumental                                         | 6:47  |

## Hintergrund
Der Film wurde in Mumbai und Shimla gedreht. Er kam am 11. Februar 2000 in Indien in die Kinos. Der Film ist inspiriert worden durch, Vertrauter Feind, in dem Brad Pitt und Harrison Ford zu sehen sind.